# Sistema chirurgico da Vinci

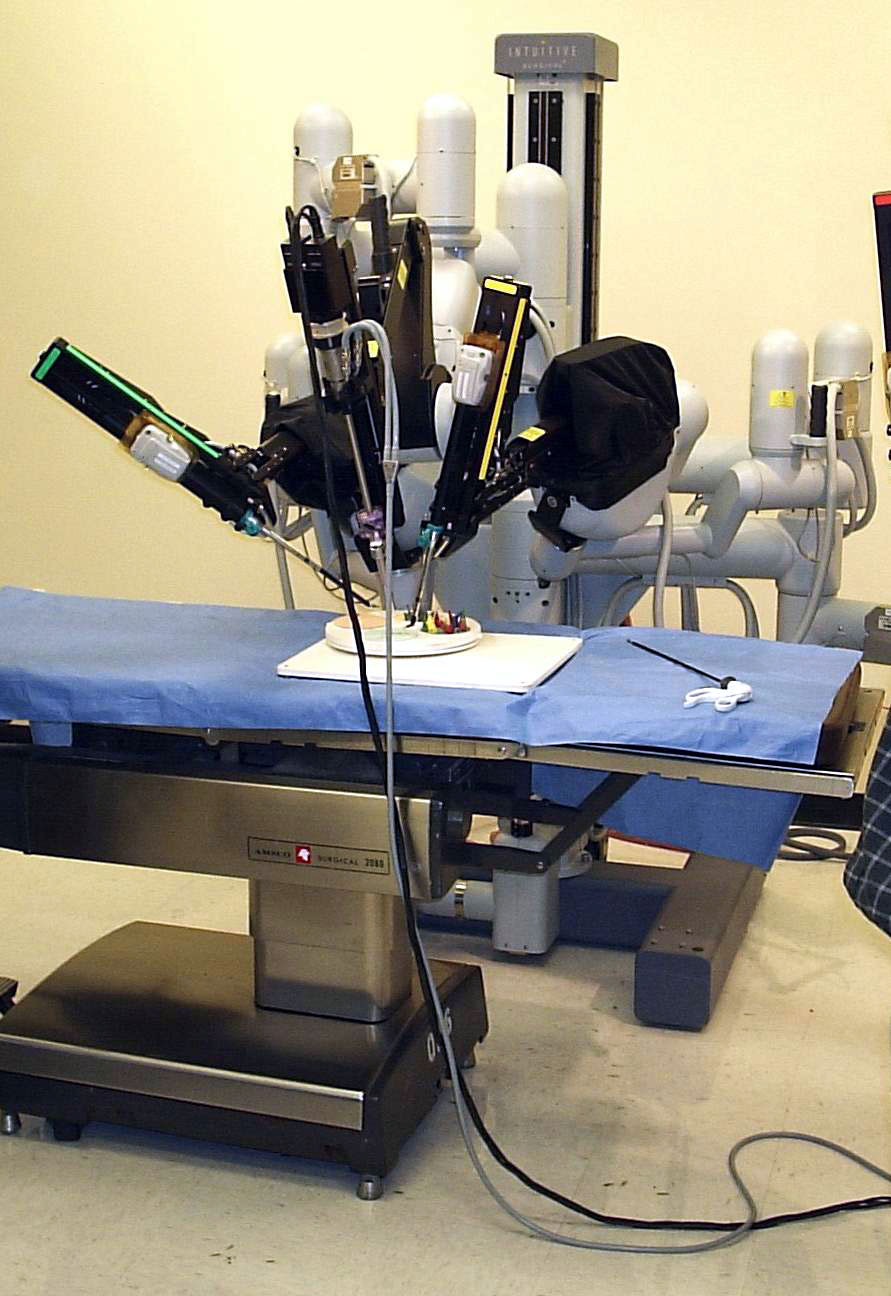
Carrello a lato paziente del sistema chirurgico da Vinci

Il sistema chirurgico da Vinci della Intuitive Surgical è un sistema di chirurgia robotica. Viene utilizzato più comunemente nella procedura di rimozione della prostata, sostituzione della valvola cardiaca e nelle procedure di chirurgia ginecologica, ma può anche essere usato per qualsivoglia procedura chirurgica addominale o toracica. Si compone di quattro bracci robotici. Tre di essi sono strumenti che mantengono oggetti quali bisturi, forbici, bovie o strumenti di elettrocauterizzazione. Il quarto braccio sostiene una telecamera con due lenti che consente al chirurgo una completa visione in stereoscopia dalla console. Il chirurgo rimane seduto presso un pannello di controllo e guarda attraverso due mirini un'immagine tridimensionale della procedura mentre manovra i bracci con due pedali e due controlli manuali.
Il produttore ha chiamato "da Vinci" il proprio sistema, in parte perché gli studi sull'anatomia umana di Leonardo da Vinci possono essere considerati alla base della progettazione del primo robot conosciuto della Storia.

## Procedure
Il sistema chirurgico da Vinci viene normalmente utilizzato nella rimozione della prostata, nella sostituzione della valvola cardiaca e nelle procedure di chirurgia ginecologica. Il da Vinci rappresenta un vantaggio nelle procedure che si concentrano su di una specifica area dell'addome o del torace. Gli interventi che non sono localizzati e che necessitano ampia mobilità del chirurgo intorno a diverse aree risultano particolarmente svantaggiosi in considerazione del tempo necessario per la preparazione delle aperture da Vinci. I chirurghi stanno inoltre sperimentando il da Vinci per la rimozione del tumore del fegato e del pancreas alla luce della delicatezza della procedura, del numero di vasi sanguigni che il chirurgo deve maneggiare, e della localizzazione topica della procedura.

## Futuro
Si prospetta che il da Vinci possa venire utilizzato in futuro per effettuare vere e proprie operazioni di chirurgia robotica a distanza. La possibilità di operazioni in modalità remota dipende dalla disponibilità per il paziente di un'apparecchiatura da Vinci e di qualcuno in grado di praticare le aperture, ma da un punto di vista tecnico l'apparecchiatura permetterebbe, per esempio, a un medico negli Stati Uniti di operare un paziente in Antartide.

## Vantaggi
I vantaggi della chirurgia robotica con il sistema da Vinci sono:
- più bassi margini positivi post-chirurgici (misura che indica residui di cellule tumorali a rischio di recidiva tumorale);
- degenza ospedaliera ridotta;
- minore dolore postoperatorio;
- minori rischi di infezione;
- minori perdite ematiche e minori trasfusioni;
- cicatrici più piccole;
- migliore recupero funzionale su continenza e capacità erettile nella chirurgia della prostata.

Il sistema da Vinci mettendo in condivisione il dispositivo tra più ospedali, con un trasferimento di know-how chirurgico, può ridurre i costi della prostatectomia radicale robot-assistita (RARP), senza compromettere risultati chirurgici, anche all'inizio della curva di apprendimento.

## Svantaggi
Gli svantaggi nell'uso del da Vinci sono i seguenti:
- apprendimento lento per i chirurghi;
- costi attrezzatura.

## Critiche
I critici della chirurgia robotica sostengono che sia difficile da apprenderne l'uso da parte degli utilizzatori, e che non esistono studi che ne dimostrino la maggiore efficacia rispetto alla tradizionale chirurgia laparoscopica. Il sistema da Vinci utilizza software proprietario, che non può essere modificato, il che limita la libertà dei medici nel modificare il percorso dell'operazione. Inoltre, il suo costo elevato (circa 2 milioni di dollari negli anni 2010), lo rende proibitivo per molte istituzioni.
La ditta produttrice, Intuitive Surgical, è stata criticata per aver ottenuto una rapida approvazione da parte della Food and Drug Administration con un procedimento semplificato noto come "premarket notification" (notifica preliminare alla commercializzazione), che si basa sul presupposto che il prodotto proposto sarebbe simile a prodotti già approvati in precedenza. La Intuitive Surgical è stata anche accusata di fornire un addestramento inadeguato, e di incoraggiare le strutture sanitarie a ridurre il numero di procedure supervisionate prima che a un medico sia consentito di utilizzare il sistema senza supervisione. Si è anche sostenuto che alcuni pazienti avrebbero subito danni dovuti a correnti accidentali sprigionate da componenti inappropriati delle estremità chirurgiche usate dal sistema. Intuitive ha ribattuto che lo stesso tipo di correnti indesiderate possono essere originate anche da procedure laparoscopiche non robotiche.
Uno studio pubblicato su JAMA-Journal of the American Medical Association sostiene che gli effetti collaterali e le perdite di sangue nelle isterectomie robotiche non sono minori di quelle ottenute dalla chirurgia tradizionale, nonostante il costo molto superiore del sistema semiautomatico. Nel 2013, la FDA ha incominciato a indagare su eventuali problemi legati all'uso del robot da Vinci, compresi i casi di morte durante gli interventi in cui è stato usato il dispositivo.